# Fulltime-equivalent
Fulltime-equivalent (afgekort fte) of voltijdsequivalent (vte) is een rekeneenheid voor de omvang van een arbeidsovereenkomst of personeelsbestand. Een fte komt overeen met de volledige werkweek van één werknemer. 

## Definitie
Het aantal fte's van een werknemer of personeelsbestand wordt berekend door het totale aantal overeengekomen arbeidsuren te delen door het aantal uren in een volledige werkweek. Het aantal uren in een volledige werkweek verschilt daarbij per sector. In Nederland varieert dit van 32 tot 40, in België van 30 tot 40 uur.
Op het niveau van de werknemer geldt dat men parttime of in deeltijd werkt als het aantal overeengekomen uren minder dan een volledige werkweek is. In België geldt daarbij tevens een ondergrens van 1/3 van een werkweek. In Nederland hanteerde het Centraal Bureau voor de Statistiek tot 2015 een ondergrens van 12 uur, maar inmiddels is die grens vervallen. Wanneer het aantal gewerkte uren in een deeltijdbaan wordt uitgedrukt in fte spreekt men ook wel van de werktijdfactor of deeltijdfactor.
Op het niveau van het personeelsbestand wordt veelal gerekend in fte's. Deze rekenwijze heeft voordelen boven het tellen van personeelsleden, omdat sommige personeelsleden in deeltijd werken. Er kunnen immers mensen die 0,2 fte werken (overeenkomend met één dag per week) en mensen die 1 fte werken (een voltijdse werkweek).

### Rekenvoorbeeld
Om het aantal fte's te berekenen, moet eerst het aantal werkuren in een volledige werkweek worden vastgesteld. Bij de Nederlandse overheid bijvoorbeeld gaat het om 7,2 uur per werkdag. Het precieze aantal uren verschilt per kalenderjaar en hangt af van de eventuele schrikkeldag, de vraag in hoeverre de 1 tot 2 dagen boven de 52 weken in een weekend vallen, en in hoeverre de feestdagen in een weekend vallen. Voor 2014 bijvoorbeeld komt dit uit op 254 werkdagen (52 weken is 260 werkdagen, de ene extra dag is een werkdag, van de 8 feestdagen vallen er 3 altijd op een maandag of donderdag, en van de overige 5 valt er één in het weekend: Koningsdag zou op zondag vallen; dit wordt zaterdag, ook in het weekend), wat gelijk staat aan 1828,8 uur.

## Redenen voor deeltijd
Er zijn verschillende redenen voor deeltijdwerk. Soms heeft dit te maken met de aard van de functie, die slechts in deeltijd beschikbaar is. Ook kan een werknemer op eigen verzoek in deeltijd werken in een functie die ook voltijds kon worden vervuld. Er zijn ook mensen die als gevolg van gedeeltelijke arbeidsongeschiktheid in deeltijd gaan werken. Voor de werkgever heeft deeltijdwerk als voordeel dat werknemers elkaar gemakkelijker kunnen vervangen; nadelen zijn meer personeelsadministratie en hogere vaste kosten per werknemer.
In Nederland gaan gehuwde en samenwonende vrouwen met (jonge) kinderen vaak in deeltijd werken om meer tijd aan gezin en hobby's te kunnen besteden. Alleenstaande moeders werken relatief vaker in voltijd. Bij de geboorte van het eerste kind blijft de meerderheid van de Nederlandse vrouwen werken. In 2007 bijvoorbeeld werkte 85% van de vrouwen voor de geboorte van het eerste kind, 33% bleef voltijd werken, 33% schakelde over op deeltijd en 10% stopte met werken. Onder mannen is het aantal deeltijdwerkers ook groeiende. In 2003 bestond 46% van de banen op de Nederlandse arbeidsmarkt uit deeltijdbanen. Daarmee is Nederland het grootste deeltijdland in Europa. In België liggen de getallen lager. In 2004 werkte ongeveer 20% van de Vlaamse werknemers in deeltijd.